# Ewald Brabbée
Ewald Brabbée (* 25. Februar 1878 in Wien; † 21. November 1937 ebenda) war ein österreichischer Stenograph.

## Leben und Wirken
Ewald geboren als Ewald Carl Julius Gustav Maria  war ein Sohn von Gustav Brabbée (* 1822) und Elisabeth (von) Lötsch (1842–1916) Tochter des k.k. Hofrats und Hof-Feldkriegssekretärs Anton Lötsch und der Susanna B. geb. Rumpelmayer. Sein Vater war ein Hypothekenliquidator der 1. österreichischen Sparkasse. Er selbst heiratete 1919 die Konzertsängerin und Pädagogin Aloisa Louise Steiner (1898–1969), mit der er einen Sohn hatte.
Brabbée arbeitete längere Zeit im Stenographenbüro des Niederösterreichischen Landtags und unterrichtete ab 1904 an der Wiener Handelsakademie. Ab 1907 arbeitete er als Lehrer an der Universität Wien und erhielt später einen Ruf der Technischen Universität Wien.
Ab der Jahrhundertwende bemühte sich Brabbée, die deutsche Stenographie zu vereinheitlichen. 1906 erschien seine Arbeit über die „Reform der Stenographie-Systeme Gabelsberger und Stolze-Schrey und das deutsche Einheits-System Gabelsberger-Stolze“. 1922 hatte er als Delegierter Österreichs in Berlin entscheidenden Einfluss auf die neue Deutsche Einheitskurzschrift. Außerdem beteiligte er sich an der Etablierung der Redeschrift und der amtlichen Beispielsammlung für die Verkehrsschrift. Bei einer viele Jahre später folgenden Vereinfachung der Einheitskurzschrift gestaltete er die Kulmbacher Systemurkunde von 1936 maßgeblich mit.